# زلین زد-۲۶
زلین زد-۲۶ (به انگلیسی: Zlín_Z_26) یک هواگرد از نوع آموزشی ساخت شرکت Moravan Otrokovice است.